# Stuart Baxter
Stuart Baxter, född 16 augusti 1953 i Wolverhampton, West Midlands, är en skotsk fotbollstränare. Han inledde sin karriär som spelare 1968 i Preston North End FC och kom till Sverige för att spela för Landskrona BoIS.
Tränarkarriären inledde Baxter i Örebro SK. Han har sedan varit tränare i AIK och Halmstad, samt i norska Lyn och japanska Sanfrecce Hiroshima och Vissel Kobe. 2004 tog han över posten som landslagstränare för Sydafrika. Då Sydafrika misslyckats med att kvalificera sig till VM 2006 ställde Stuart Baxter sin plats till förfogande.
Baxter återvände i början av 2006 till den japanska klubben Vissel Kobe med målsättningen att återföra laget till den högsta japanska ligan. Under sommaren 2006 lockade emellertid Helsingborgs IF med ett jobb som tränare och sedan hösten är han i klubben i vilken han också inledde sin svenska spelarkarriär. I början av december 2007 sade han upp sig som tränare för Helsingborg. 2008 utsågs han till förbundskapten för Finlands landslag, men fick sparken i november 2010 efter tre raka förluster för Finland. Han är sedan 2017 åter förbundskapten för Sydafrikas landslag.
I AIK så blev han omtalad då han bytte ut sin son Lee Baxter i AIK:s mål mot Mattias Asper. Lee ansågs för dålig och Asper kom in i målet och satte allsvenskt rekord i att hålla nollan.

## Meriter
- Allsvenskt guld 1998 med AIK
- Deltagande i Uefa Champions League med AIK
- Guldmedalj i Svenska cupen (med Helsingborgs IF 2006)